# Esterházy Imre
Galántai gróf Esterházy Imre (Vágújhely, 1663. november 5. – Pozsony, 1745. december 6.) esztergomi érsek, főkancellár. Ő koronázta meg 1741. június 25-én Mária Terézia királynőt.

## Élete
Báró Esterházy Imre (1638–1670) nagybirtokos és bucsányi Bucsányi Zsuzsanna fia volt. Az apai nagyszülei báró Esterházy Dániel (1585–1654) földbirtokos, és rumi és rábadoroszlói Rumy Judit (1606–1663), az anyaiak bucsányi Bucsányi Zsigmond földbirtokos, valamint nebojszai és galanthai Balogh Erzsébet voltak. Anyjának első férje Fitter János volt, akitől született nemes Festetics Pálné Fitter Erzsébet; az anya révén Esterházy Imre érseknek az elsőfokú unokatestvére tolnai Festetics Kristóf (1696–1768) nagybirtokos, Somogy vármegye alispánja, országgyűlési követ, aranysarkantyús lovag volt.
Nagyszombatban és Sopronban a jezsuitáknál tanult. 1680-ban lépett a pálosok rendjébe Sopronbánfalván. Tanulmányait Bécsújhelyen és Rómában folytatta, ahol filozófiából és teológiából doktorált. 1687-ben hazatért, a következő esztendőben pappá szentelték, majd hét éven át Lepoglaván és Nagyszombatban tanárként dolgozott. 1694-ben nyomtatásban is kiadta „Theses theol. de iure et dominio” c. munkáját. 1702-től a rend generálisaként működött. 
A Váci püspökség élére 1706. október 15-én, a zágrábiéra 1708. október 10-én került. Nagy része volt abban, hogy a horvát rendek 1712-ben elfogadták a Pragmatica sanctiót. Grófi címet kapott 1715-ben. A Veszprémi egyházmegye püspökévé és ebből adódóan a vármegye örökös főispánjává 1723. január 17-én nevezték ki. Barokk stílusban újjáépíttette a káptalannal együtt a székesegyházat, s azt ellátta 4 haranggal. Csak két és fél évet töltött az egyházmegyében, 1725. augusztus 31-étől esztergomi érsek és prímás. A palliumot 1727-ben kapta meg. 
Esterházy építtette a pozsonyi székesegyházhoz 1732-ben az Alamizsnás Szent János-kápolnát, s a Szent Erzsébetről elnevezett apácák kolostorát és kórházát; egyházi és művelődési célokra kb. kétmillió forintot költött. Ő koronázta meg 1741. június 25-én Mária Terézia királynőt. Ő készíttette el Georg Raphael Donnerrel a pozsonyi Szent Márton-templom főoltárának lovas szobrát, s támogatta költőrokonát, Amade Lászlót.

## Műveiből
- Theses Theologicae. De Jure et Dominio… 1696 – Alamisnás Szent Jánosnak Alexandriai patriárkának élete. 1732